# Айше-султан (жена Мурада IV)
Айше́-султа́н — супруга османского султана Мурада IV, хасеки-султан.

## Биография
Неизвестен точный год рождения и настоящее имя Айше-султан. В раннем возрасте она попала в гарем Мурада IV, вполне возможно, что Айше была единственной наложницей султана или же его единственной хасеки в первой половине правления Мурада IV. Она стала фавориткой в 1627 году, вскоре после рождения старшего сына Ахмеда. Впоследствии Айше родила ещё четверых сыновей и семерых дочерей:
Сыновья
- шехзаде Ахмед (ок. 1627 — ?)[4]
- шехзаде Сулейман (1632 — ?)[4]
- шехзаде Мехмед (1633 — ?)[4]
- шехзаде Алаеддин (1635—1636/1637)[4]
- шехзаде Абдулхамид[3]

Дочери
- Гевхерхан-султан (ок. 1630 — ?)[3]
- Исмихан-султан (? — ок. 1633)[3]
- Хафса-султан[3]
- Ханзаде-султан (ок. 1631 — ок. 1675)[3]
- Исмихан Кая-султан (1633—1659)[3]
- Сафие-султан[3] — в 1659 году вышла замуж за Сары Хасана-пашу[5][4].
- Рукие-султан (ок. 1640—1690)[3][4]

Все сыновья Айше умерли в детстве или младенчестве, из дочерей до зрелого возраста совершенно точно дожили четверо.
После смерти мужа в 1640 году Айше была отправлена в старый дворец, где и окончила свои дни. В записях о выдаче жалования имя Айше в последний раз фигурирует в 1678—1679 годах.

## В культуре
- В сериале «Великолепный век: Кёсем Султан» роль Айше исполняла Лейла Ферай.